# Che cos'è la vita?
Che cos'è la vita? è un saggio scientifico in lingua inglese del 1944 del fisico austriaco Erwin Schrödinger, pubblicato dalla Cambridge University Press con il titolo originale What Is Life? The Physical Aspect of the Living Cell - Mind and Matter (Che cos'è la vita? La cellula vivente dal punto di vista fisico - Mente e Materia), tradotto in italiano nel 1946 dal biofisico Mario Ageno.
Il libro è basato su un ciclo di conferenze pubbliche tenute da Schrödinger nel febbraio del 1943, sotto gli auspici dell'Istituto di Studi Avanzati di Dublino. Le lezioni attirarono un pubblico di circa 400 persone, che vennero avvertite "che l'oggetto della trattazione era difficile e che le lezioni non sarebbero potute essere definite divulgative, anche se l'arma più temuta del fisico, la deduzione matematica, sarebbe stata difficilmente utilizzabile."
Le lezioni di Schrödinger si concentrarono su un importante interrogativo: "come possono gli eventi nello spazio e nel tempo che si svolgono all'interno dei confini spaziali di un organismo vivente essere spiegati dalla fisica e dalla chimica"? Egli introdusse l'idea di un "cristallo aperiodico", che contiene le informazioni genetiche nella sua configurazione di legami chimici covalenti.
Nel 1950 questa idea stimolò l'entusiasmo per la ricerca e scoperta della molecola portatrice dell'informazione genetica, il DNA. Sebbene la sua esistenza fosse nota dal 1869, il ruolo nella riproduzione e la forma elicoidale erano ancora sconosciuti al momento del ciclo di conferenze di Schrödinger.

## Contesto storico e scientifico
Al tempo in cui Schrödinger tiene il suo ciclo di conferenze, il DNA non è ancora ritenuto  portatore di informazioni ereditarie. La prova definitiva che il materiale genetico è costituito da DNA e non da proteine si avrà solo nel 1952 con l'esperimento di Hershey-Chase. I campi di maggior successo della fisica in questo momento sono la fisica statistica e la meccanica quantistica, una teoria quest'ultima, a sua volta statistica nella sua natura. Schrödinger stesso è uno dei padri fondatori della meccanica quantistica.
Il pensiero di Max Delbrück, fisico di valore sedotto dalla biologia e tra i padri fondatori della moderna biologia molecolare, riguardo alle basi fisiche della vita esercita una straordinaria influenza su Schrödinger.

## Contenuto

### Capitolo I
Schrödinger spiega che la maggior parte delle leggi fisiche su scala macroscopica sono dovute al caos su scala microscopica. Egli chiama questo principio "ordine dal disordine". Come esempio cita la diffusione, che può essere considerata come un processo altamente ordinato, ma che è causato dal movimento casuale di atomi o molecole. Se il numero di atomi o molecole diventa sempre più piccolo, il comportamento macroscopico del sistema diventa sempre più casuale e imprevedibile. Egli afferma che la vita dipende molto dall'ordine e che anche un fisico ingenuo può facilmente presupporre che il codice principale (il codice genetico) di un organismo vivente debba essere necessariamente composto da un gran numero di atomi.

### Capitoli II e III
L'autore riassume quello che è conosciuto all'epoca riguardo al meccanismo ereditario. Ma soprattutto, approfondisce l'importante ruolo giocato dalle mutazioni nel corso dell'evoluzione. Egli conclude che il vettore delle informazioni ereditarie deve essere sia di piccole dimensioni, sia stabile nel tempo, contraddicendo le aspettative del fisico ingenuo. Questa contraddizione non può essere risolta dalla fisica classica.

### Capitoli IV e V
Schrödinger individua nelle molecole, che sono veramente stabili, anche se composte solo da pochi atomi, la soluzione alla contraddizione. Anche se l'esistenza delle molecole è nota da tempo, la loro stabilità non può essere spiegata dalla fisica classica, ma è dovuta alla natura discreta della meccanica quantistica. Inoltre le mutazioni sono messe direttamente in relazione ai salti quantici.
Egli continua a spiegare, nel capitolo V, che i veri solidi, che sono anche stabili, sono cristalli. La stabilità delle molecole e dei cristalli è dovuta agli stessi principi e una molecola potrebbe essere chiamata "il germe di un solido." D'altra parte un solido amorfo, senza struttura cristallina, deve essere considerato come un liquido con una viscosità molto alta. Schrödinger ritiene che il materiale ereditario sia costituito da una molecola, che a differenza di un cristallo non si ripete. Egli chiama questo un "cristallo aperiodico". La natura aperiodica permette di codificare un numero quasi infinito di possibilità con un piccolo numero di atomi. Egli paragona infine questa immagine con i fatti noti e la trova in accordo con essi.

### Capitolo VI
Schrödinger afferma:
Egli sa che questa affermazione è aperta a equivoci e cerca di chiarirla. Il principio coinvolto con l'"ordine dal disordine" è la seconda legge della termodinamica, secondo la quale l'entropia può solo aumentare. Schrödinger spiega che la materia vivente evita il decadimento all'equilibrio termodinamico "nutrendosi" di entropia negativa.

### Capitolo VII
L'autore sostiene che il concetto di "ordine dall'ordine" non è nuovo alla fisica, infatti è ancora più semplice e plausibile. Ma la natura segue l'"ordine dal disordine", con alcune eccezioni come il movimento dei corpi celesti e il comportamento di dispositivi meccanici quali gli orologi. Ma anche questi sono influenzati dall'agitazione termica e dalle forze di attrito. Il grado con cui un sistema funzioni meccanicamente o statisticamente dipende dalla temperatura. Se riscaldato, un orologio cessa di funzionare, perché si scioglie. Al contrario, se la temperatura si avvicina allo zero assoluto, qualsiasi sistema si comporta sempre più meccanicamente. Alcuni sistemi si avvicinano a questo comportamento meccanico piuttosto velocemente e a temperatura ambiente si comportano praticamente come se si trovassero allo zero assoluto.
Schrödinger conclude questo capitolo e il libro con speculazioni filosofiche sul determinismo, il libero arbitrio, e il mistero della coscienza umana.

## Paradosso di Schrödinger
Il concetto di paradosso di Schrödinger (da non confondere con il paradosso del gatto di Schrödinger) trae origine dalle idee presentate in questo libro. Un resoconto veloce del paradosso di Schrödinger e la sua soluzione: in un mondo governato dalla seconda legge della termodinamica, tutti i sistemi isolati si portano più o meno rapidamente ad uno stato di massimo disordine. Al contrario, la vita si avvicina e mantiene uno stato altamente ordinato, che sembra violare la seconda legge. La soluzione a questo paradosso è che i sistemi viventi non sono sistemi isolati. L'aumento di ordine all'interno di un organismo è più che ripagato da un aumento del disordine al di fuori di questo organismo. Con questo meccanismo, la seconda legge è rispettata, e la vita mantiene un elevato stato d'ordine grazie ad un netto incremento del disordine dell'Universo.

## Edizioni
- Schrödinger Erwin Che cos'è la vita? La cellula vivente dal punto di vista fisico 5ª ed. Adelphi 1995 - Traduzione della prima edizione a cura di Mario Ageno - ISBN 9788845911248